# Русско-турецкая война (1806—1812)
Русско-турецкая война 1806—1812 годов — военный конфликт между Российской и Османской империями, часть Наполеоновских войн.

## Причины войны
Война разразилась на фоне наполеоновских войн. 
Османская империя, ранее потерпевшая несколько унизительных поражений от России, была воодушевлена российско-австрийским поражением в битве при Аустерлице. По Пресбургскому миру под контроль профранцузского Итальянского королевства была передана Далмация, отнятая у Австрии, что приближало французские войска к Дунайскими княжествам, Молдавии и Валахии, управляемых прорусскими князьями — Александром Мурузи и Константином Ипсиланти.
По наущению генерала Себастьяни, отправленного Наполеоном послом в Стамбул, в августе 1806 года Порта отстранила правителей Дунайских княжеств от власти, что было вызовом царю, так как по Ясскому мирному договору 1791 года назначение и смещение правителей Молдавии и Валахии должны были происходить при согласии России. Также Османская империя закрыла проливы для российских военных кораблей.

## Начало войны
На фоне начавшейся Войны четвёртой коалиции русские войска генерала И. И. Михельсона 11 ноября начали переходить Днестр и вступили в Молдавию, что не противоречило статье 16 Кючук-Кайнарджинского мира (1774). Численность армии доходила до 40 тыс. человек.
Замысел русского командования состоял в том, чтобы, форсировав Днестр, быстро занять Молдавию с дальнейшим выходом к Бухаресту в то время, когда, за исключением гарнизонов крепостей, в Молдавии и Валахии отсутствовали турецкие войска. Коменданты крепостей Хотин, Бендеры, Аккерман и Килия уступили их без боя. Паша, начальствовавший в Измаиле, не поддавался увещаниям Михельсона, заверявшего, что русские войска вступают в княжества лишь для спасения Турции от честолюбивых замыслов Бонапарта. 16 (24) ноября русские войска заняли столицу Молдавского княжества Яссы, и командующий русской Дунайской армией генерал Михельсон приказал сформировать авангард для овладения Валахией. Командование над авангардом принял генерал-майор К. К. Уланиус. Вслед за авангардом должен был следовать корпус генерала М. А. Милорадовича.
В это же время рущукский комендант Алемдар Мустафа-паша выслал из Бухареста отряд войск (5000 человек) для противодействия наступлению русских, но 11 (23) декабря тот был разбит при Глодени авангардом Уланиуса, а затем 13 (25) декабря корпус Милорадовича занял столицу Валахии; турки отступили в Журжу. Предпринятая почти одновременно с этим попытка генерала К. И. Мейендорфа овладеть Измаилом кончилась неудачей. Между тем Михельсон, расположив свои войска на зимних квартирах в княжествах, вступил в союз с сербами, которые под предводительством Г. Карагеоргия ещё в 1804 году восстали против османской власти. В княжествах было ослаблено османское влияние.

## Объявление войны
Только 18 декабря последовало со стороны Османской империи объявление войны. Огромную роль в провоцировании войны сыграл французский дипломат генерал О. Себастьяни. 
Армии верховного визиря было приказано поспешно сосредоточиваться у Шумлы, а боснийскому паше с 20 тыс. человек двинуться против сербов, которым 30 ноября удалось взять Белград. 
Несмотря на протесты английского посла сэра Артура Пэджета, боровшегося в Константинополе с французским влиянием, ему не удалось помешать разрыву с Россией. Тогда он выехал из османской столицы на эскадру адмирала Д. Дакворта, а в конце января 1807 года эта эскадра силой прорвалась через Дарданеллы и остановилась против султанского дворца.
По совету Себастьяни Порта завязала с англичанами письменные переговоры, а пока они тянулись — стала энергично укреплять Дарданелльский проход, угрожая пути отступления эскадры Дакворта. Последний понял это и в конце февраля ушёл из-под Константинополя. 
Вслед за тем Порта заключила союз с Францией, Англии же объявила войну.

## Боевые действия в 1807 году
Формирование турецкой армии шло медленно, но этим нельзя было воспользоваться, так как новое столкновение с Наполеоном не позволяло усилить войска в княжествах, и поэтому в начале 1807 года Михельсону приказано было ограничиваться обороной. Наступательные действия возлагались на Черноморский флот и эскадру Д. С. Сенявина, крейсировавшую в Средиземном море (Вторая Архипелагская экспедиция), а также на русские войска, находившиеся в Грузии.
Активные военные действия на Дунае и на Кавказе начались с весны 1807 года. Русскими войсками были заняты Хотин, Бендеры, Аккерман, Бухарест, а корпусом генерала Мейендорфа блокирован Измаил. Последний, однако, ничего не мог сделать, и простоял у Измаила с начала марта до конца июля, ограничиваясь лишь отражением турецких вылазок.
Корпус графа Н. М. Каменского, отправленный к Браилову, тоже не имел успеха и после нескольких стычек с неприятелем отступил за реку Бузео. В конце февраля Михельсон с другим корпусом, направился на Бухарест и Журжу, где разбил османский отряд в сражении у Турбата, но в начале апреля тоже отошёл к Бухаресту. Тем временем визирь, собрав армию под Шумлой, готовился вторгнуться в Валахию, но был задержан вспыхнувшим в Константинополе бунтом янычар, которые свергли Селима III и провозгласили султаном Мустафу IV. Когда последний заявил намерение энергично продолжать войну, визирь с сорокатысячной армией перешёл Дунай у Силистрии и двинулся к Бухаресту, рассчитывая на дороге соединиться с корпусом рущукского аяна Алемдар Мустафы-паши, следовавшего туда же от Журжи. Соединение это не удалось: 2 июня Милорадович разбил у Обилешти авангард визиря, который после этого опять ушёл на правый берег Дуная.

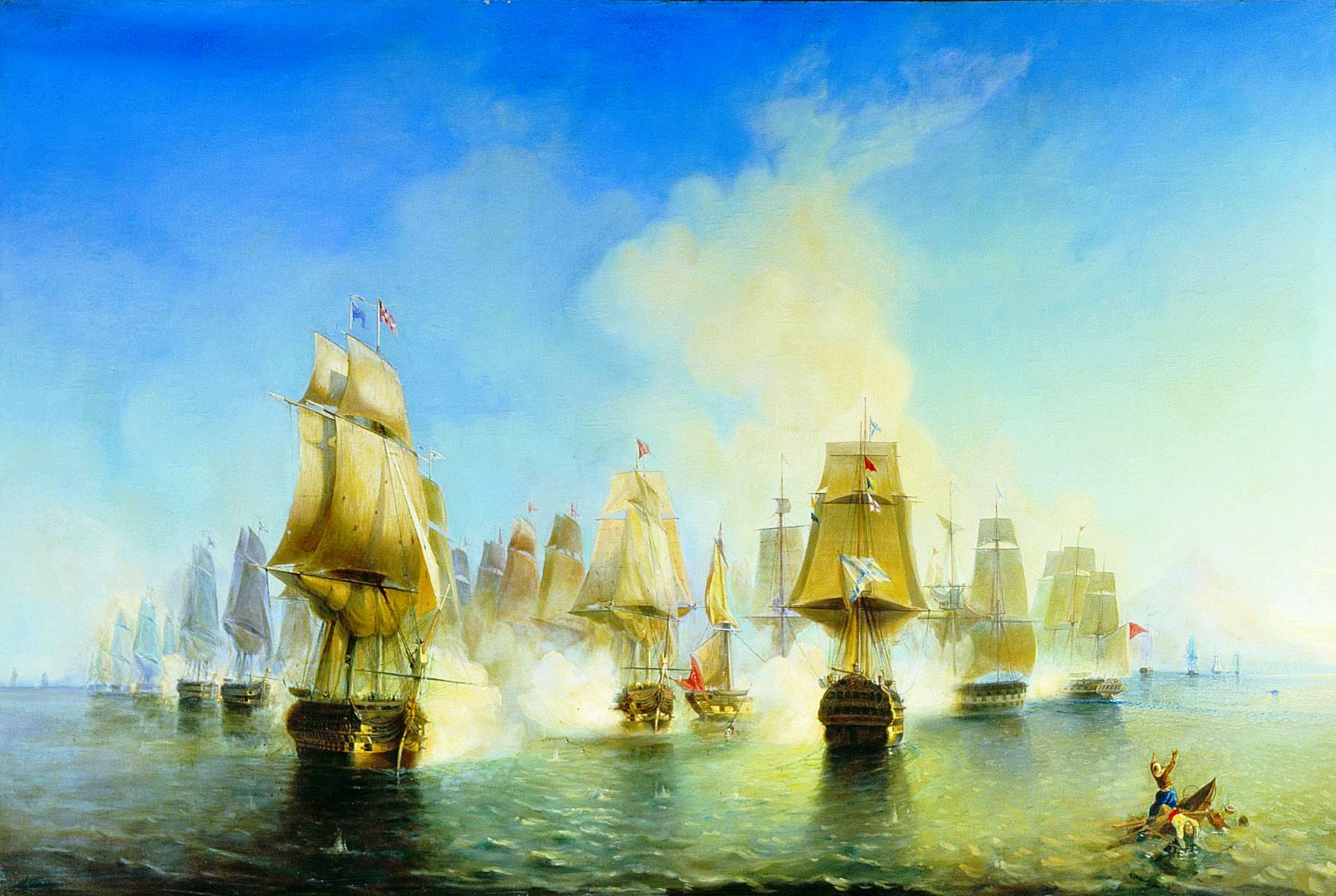
А. П. Боголюбов. Афонское сражение 19 июня 1807 года (1853)

Сербские повстанцы во главе с Г. Карагеоргием в начале 1807 года, поддержанные русским отрядом И. И. Исаева, взяли Белград, и 10 июля 1807 года Сербия перешла под протекторат России.
10 марта 1807 года Д. Н. Сенявин занял остров Тенедос, после чего последовали победоносные сражения в Дарданеллах и под горой Афон. Тем временем 19 июня Сенявин разгромил османский флот в Афонском сражении. 17—26 июня турки пытались отбить Тенедос, но были разбиты вернувшейся эскадрой Сенявина.
В Закавказье кампания 1807 года изначально складывалась неудачно для русских войск, которые не смогли овладеть Карсом (март), Ахалкалаки и Поти (май). Однако неоднократные атаки турок на позиции у Гумры (май – июнь) были отбиты. В сражении у реки Арпачай граф И. В. Гудович 18 июня разбил эрзурумского сераскира Кёр Юсуфа Зияюддин-пашу, после которого на Кавказе 2 сентября  в м. Узум-Килиши было заключено перемирие.
Черноморская эскадра контр-адмирала С. А. Пустошкина овладела Анапой.
Тильзитский мирный договор, заключённый между Россией и Францией 7 июля 1807 года, предусматривал и урегулирование русско-турецких отношений. Уже 10 июля царь Александр предписывал Михельсону сообщить турецкому правительству, что вывод русских войск из Валахии и Молдавии будет осуществлён при посредничестве Франции. Так называемое Слободзейское перемирие на Дунайском ТВД было заключено 12 августа 1807 года сроком по 3 марта 1809 года. Русские войска должны были оставить княжества, Турции возвращались захваченные корабли и остров Тенедос. Османы обязались не вступать в княжества и прекратить военные действия в Сербии, которая 10 июля приняла протекторат России..

## Кавказ, 1808 год
За Кавказом в 1808 году дела приняли неблагоприятный оборот: местное население, подстрекаемое персидскими и турецкими агентами, волновалось; имеретинский царь Соломон II явно восстал против России. Персы, по внушениям Англии, не соглашались на предполагавшееся установление границы и заявляли притязания на Грузию. Чтобы усмирить их, граф И. В. Гудович подступил к Эривани, но предпринятый им 17 ноября штурм был отбит и стоил больших потерь. Но всё же несколько персидских отрядов, вторгшихся в Грузию, были разбиты.

## Возобновление войны в 1809 году
Император Александр I остался крайне недоволен такими условиями перемирия. Заключение мира с Наполеоном дало возможность увеличить численность Дунайской армии до 80 000 человек. Вместо Мейендорфа главнокомандующим был назначен кн. А. А. Прозоровский, которому предписывалось поставить другие условия перемирия. Однако Порта не желала менять условия. В это время в Париже при посредничестве Наполеона шли переговоры об окончательном мире; однако с отъездом его в Испанию они были прекращены. В начале 1808 года опять начались переговоры, но на этот раз не с визирем, а с влиятельнейшим из турецких пашей, Мустафой (Рущукским). Переговоры были прерваны новым переворотом в Турции, где султаном провозглашён Махмуд II. Мустафа, став теперь верховным визирем, отверг все требования России и отдал распоряжения о подготовке к войне. После новой встречи Александра I и Наполеона в Эрфурте начались новые переговоры, но не надолго, так как в ноябре Мустафа был убит янычарами, а Порта пошла на сближение с Англией и Австрией и выказала решительное упорство в переговорах с Россией по условиям мира.
12 марта 1809 года в Петербург явился султанский фирман с объявлением войны.

## Кампания 1809 года
Замысел русского командования на кампанию 1809 года состоял в овладении турецкими крепостями в низовьях Дуная, форсировании Дуная и переносе боевых действий на его правый берег. Главнокомандующий российской Молдавской армией князь А. А. Прозоровский решил взять крепости штурмом, но штурм Журжи и Браилова окончились тяжёлыми поражениями.
Между тем государь требовал решительных действий; престарелый и больной главнокомандующий противопоставлял ему разные причины невозможности ранее осени переходить Дунай. Тогда в помощники Прозоровскому послан был князь П. И. Багратион.
В конце июля корпус генерала А. П. Засса переправился через Дунай у Галаца и затем без единого выстрела овладел Исакчей и Тульчей. Авангард атамана М. И. Платова вступил в Бабадаг, после чего перешли на правый берег Дуная и главные силы. 9 августа князь Прозоровский умер, и начальство над армией перешло к Багратиону. Лёгкость переправы через Нижний Дунай объяснялась малочисленностью находившихся там османских войск, так как главные силы свои визирь двинул в Сербию ещё в начале мая. В то время князь Прозоровский признал возможным отделить в помощь сербам лишь трёхтысячный отряд Исаева, который скоро принужден был вернуться в Валахию.
В это время Сербия подвергалась страшному разгрому, и жители толпами спасались в австрийские пределы. По переходе главных сил князя Багратиона через Дунай в Большой Валахии оставлен был корпус генерала А. Ф. Ланжерона, а у Бузео — корпус П. К. Эссена, предназначенный для поддержки, в случае надобности, русских войск в Бессарабии. Багратион, удостоверившись в слабости противника на Нижнем Дунае, решил попытаться овладеть Силистрией, к которой 14 августа и начал наступать, а через несколько дней после того отряды генерала Маркова и Платова овладели Мэчиным и Гирсовым.
Между тем, благодаря субсидиям Англии османская армия была значительно усилена, и верховный визирь возымел намерение, пользуясь удалением главных русских сил к Нижнему Дунаю, вторгнуться в Валахию, овладеть Бухарестом и тем заставить Багратиона отступить на левый берег Дуная. Во 2-й половине августа он начал переправлять свои войска у Журжи. Ланжерон, узнав о том, решился, несмотря на незначительность своих сил, идти на встречу османам и приказал генералу Эссену, передвинувшемуся к Обилешти, присоединиться к нему. 29 августа в 9 верстах от Журжи у деревни Фрасине они атаковали османский авангард и разбили его. Между тем сам визирь, получая тревожные известия из-под Силистрии, не трогался из Журжи.
Тем временем Багратион продолжал своё наступление; 4 сентября разбил у Рассевата корпус Хюсрева-паши, а 18 сентября остановился перед Силистрией. За 4 дня перед тем крепость Измаил сдалась отряду генерала Засса. Визирь, узнав о Рассеватском поражении, перевёл свою армию из Журжи обратно в Рущук и послал приказание войскам, действовавшим против сербов, спешить туда же. Таким образом грозивший Сербии окончательный разгром был временно прекращён; расположенный там османский отряд отступил к городу Ниш.
21 октября Пегливан Ибрагим паша, пытаясь снять осаду с Силистрии, столкнулся в сражении с армией Багратиона у деревни Татарица. Несмотря на то что никто из противников не стал победителем, Багратион вскоре был вынужден отступить за Дунай. Русские потери в сражении при Татарице оцениваются по-разному. По оценке Паскевича, потери составили 500 человек, по Багратиону — 333, а по оценкам Майкла Клодфелтера — около 1000 человек. Турецкие потери неизвестны, по русским оценкам — 2200 (из них 200 пленными), по западным оценкам — 2000. Император был недоволен результатами битвы, поскольку русским войскам не удалось достичь своей цели в переходе за Дунай. В конечном итоге, поход Багратиона оказался неудачным.
Между тем у Багратиона родились опасения англо-турецкой высадки в Добруджу и наступления османских войск от Варны; поэтому он перевёл оставленный у Исакчи и Бабадага корпус графа С. М. Каменского I к Коварне, корпус Эссена — к Бабадагу, а отряд Засса оставил в Измаиле. Для действий против Силистрии осталось у него не более 20 000 солдат; осада крепости шла вяло, а когда приблизился к ней визирь с главными силами османской армии, то Багратион признал нужным отступить к Черноводам, приказав в то же время Каменскому отойти до Кюстенджи. Вслед за тем он обратился в Петербург за разрешением отвести армию на левый берег Дуная ввиду неимения на правом берегу достаточного продовольствия, а также по причине опасности уничтожения мостов ледоходом. При этом он обещал ранней весной снова перейти Дунай и двинуться прямо к Балканам. Последним действием этой кампании была осада генералом Эссеном Браилова, который сдался 21 ноября. Государь, хотя и крайне недовольный бесплодием предшествовавших действий, согласился на ходатайство Багратиона, но с тем условием, чтобы на правом берегу Дуная оставались занятыми Мэчин, Тульча и Гирсово.
На Кавказе ещё в начале 1809 года на место Гудовича заступил А. П. Тормасов. Угрожаемый со стороны Персии и Османской империи, он не отваживался на наступательные действия, но, когда персы ворвались в русские пределы, встретил их на реке Шамхоре и заставил отступить, после чего они опять инициировали переговоры о мире. Пользуясь этим, Тормасов послал отряд князя Т. Орбелиани для овладения крепостью Поти, служившей пунктом сношений осман с Абхазией и Имеретией: крепость была взята 16 ноября. Другой отряд, посланный в Имеретию, захватил в плен её царя Соломона, и обыватели присягнули на верность России. К Анапе, укрепления которой были возобновлены османами, была послана эскадра из Севастополя с десантными войсками. Крепость была взята 15 июля и занята русским гарнизоном.

## Кампания 1810 года
Между тем князь Багратион, огорчённый неодобрением государя, испросил увольнения от звания главнокомандующего, и на его место назначен был граф Н. М. Каменский II, только что отличившийся в войне против Швеции. В начале марта 1810 года он прибыл к Дунайской армии, силы которой доходили до 78 тысяч, и, кроме того, направлена была для подкрепления её ещё одна пехотная дивизия.

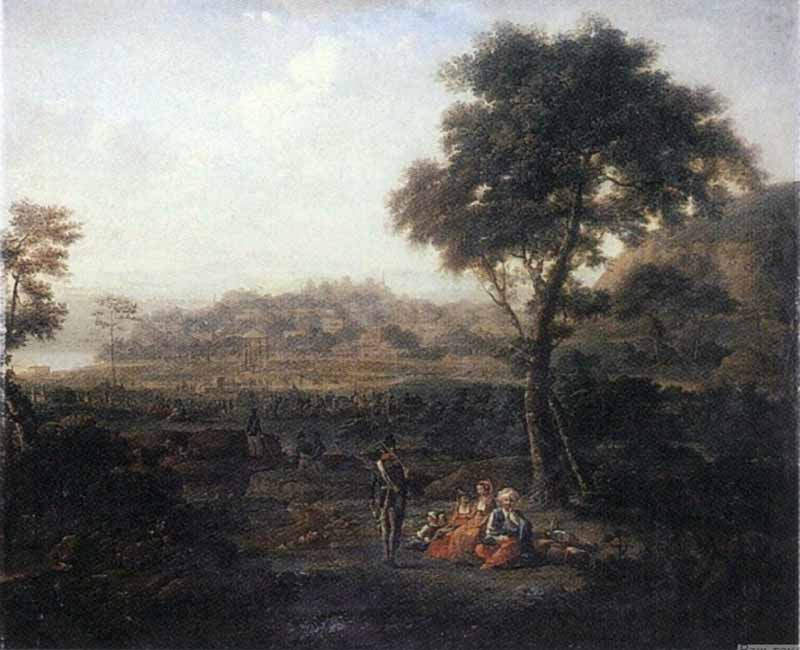
Е. И. Есаков. Русский лагерь под Силистрией в 1810 году во время войны с Турцией (1810—1811)

План действий нового главнокомандующего был следующий: корпуса Засса и Ланжерона переправляются у Туртукая и осаждают Рущук и Силистрию; корпус графа Каменского I направляется на Базарджик; главные силы (наполовину ослабленные отделением войск для осады крепостей) наступают на Шумлу; стоявший в Малой Валахии отряд Исаева переходит в Сербию, против которой османы снова приняли угрожающее положение; для прикрытия Валахии оставляется отряд под начальством генерал-майора графа Цукато.
Османская империя в это время ещё вовсе не была готова к войне, и сбор её войск у Шумлы сопряжён был с большими затруднениями. Граф Каменский II, спеша воспользоваться этим, ещё в середине мая перешёл через Дунай у Гирсова и двинулся вперёд; 19 мая Засс овладел Туртукаем; 22 взят штурмом Базарджик, 30 сдалась Силистрия, осаждённая корпусами Ланжерона и Раевского, а 1 июня пал Разград. Русские передовые отряды заняли Балчик и линию Варна — Шумла. Денежные субсидии английского правительства доставили, однако, османам возможность продолжать войну; быстро набиравшиеся войска отсылались к Шумле, Рущуку и на сербскую границу. Чтобы выиграть время, визирь предложил было заключить перемирие; но оно было отвергнуто.
Между тем русская армия безостановочно двигалась к Шумле и к 10 июня обложила её с трёх сторон. Главнокомандующий, уверенный в слабости гарнизона, 11 июня предпринял штурм крепости, но после упорного 2-дневного боя убедился, что взять Шумлу открытой силой нельзя, и потому перешёл к тесной блокаде. Он рассчитывал взять крепость голодом; но когда через несколько дней туда успел пройти большой транспорт с припасами, то и эта надежда исчезла.
Между тем и на других пунктах театра войны успехи остановились; отовсюду требовали подкреплений, а взять их было негде. Тогда главнокомандующий решил стянуть все свои силы к Рущуку, овладеть этой крепостью и, базируясь на неё, двинуться через Тырнов за Балканы. Оставив корпус графа Каменского I для наблюдения за Шумлой и Варной, главные силы подошли 9 июля к Рущуку, у которого присоединился к ним корпус Засса; 22 июля, после 10-дневного бомбардирования предпринят был штурм, но он был отбит и стоил российской армии огромных потерь.
Между тем визирь, узнав об отбытии русских главных сил, несколько раз пытался атаковать оставленные для наблюдения за Шумлой отряды, но 23 июля был совершенно разбит графом Каменским I. Тем не менее, главнокомандующий приказал графу Каменскому I отойти на линию Траянова вала и, разрушив укрепления Базарджика, Мэчина, Тулчи, Исакчи, притянуть к себе оставленные в них гарнизоны; вместе с тем отряду Ланжерона, оставленному в Разграде, велено присоединиться к главной армии.
Рущук продолжал оставаться в тесном обложении, а попытка турок освободить эту крепость кончилась 26 августа несчастным для них сражением у Батина, после чего русские отряды заняли Систов, Белу, Тырнов и Орсову. 15 сентября сдались Рущук и Журжа.
У сербов только благодаря посланным к ним сильным подкреплениям (сначала отряд И. К. О’Рурка, а потом корпус А. П. Засса) дела тоже пошли успешно, так что в начале октября Сербия была освобождена. После падения Рущука граф Каменский II двинулся 9 октября вверх по Дунаю для овладения османскими крепостями вплоть до Сербской границы. Никополь и Турно сдались без сопротивления; в то же время отряд генерал-майора графа Воронцова овладел Плевной, Ловчей, Сельви и разрушил их укрепления. Зимний поход за Балканы главнокомандующий признал, однако, невозможным по продовольственным соображениям и потому решил оставить одну половину армии в занятых крепостях, другую же расположить на зимовку в княжествах.
За Кавказом после бесплодных переговоров с персиянами военные действия возобновились и в общем были благоприятны, а после поражения неприятеля под Ахалкалаки персияне снова начали переговоры о мире. Действия Черноморского флота ограничились покорением крепости Сухум-Кале.

## Кампания 1811 года
Между тем, к началу 1811 года отношения России к Франции настолько обострились, что предвещали близкую войну, и для усиления Русских сил на западной границе Александр I приказал графу Каменскому отделить от его армии 5 дивизий, отправить их за Днестр, а с остальными войсками ограничиться обороной занятых крепостей; вместе с тем ему предписывалось поспешить заключением мира, но с непременным условием признания границы по реке Дунай и исполнения прежних требований России. Главнокомандующий указывал на невыполнимость этих повелений и предлагал энергическое наступление за Балканы.
Тем временем Наполеон употреблял все усилия, чтобы воспрепятствовать заключению Турцией мира; об этом просила и Австрия. Подчиняясь их влиянию, Порта напряжённо собирала силы для нанесения русским чувствительного удара: войска её стягивались в Этропольских Балканах, а у Ловчи выставлен был их авангард (15 тысяч) под начальством Осман-бея. Граф Н. М. Каменский, ожидая утверждения своего плана движения за Балканы, вознамерился подготовить себе путь туда и для сего приказал отряду графа Э. Сен-При овладеть Ловчей, что и было исполнено 31 января; но вслед за тем по приказанию тяжко заболевшего главнокомандующего отряд этот вернулся к Дунаю.

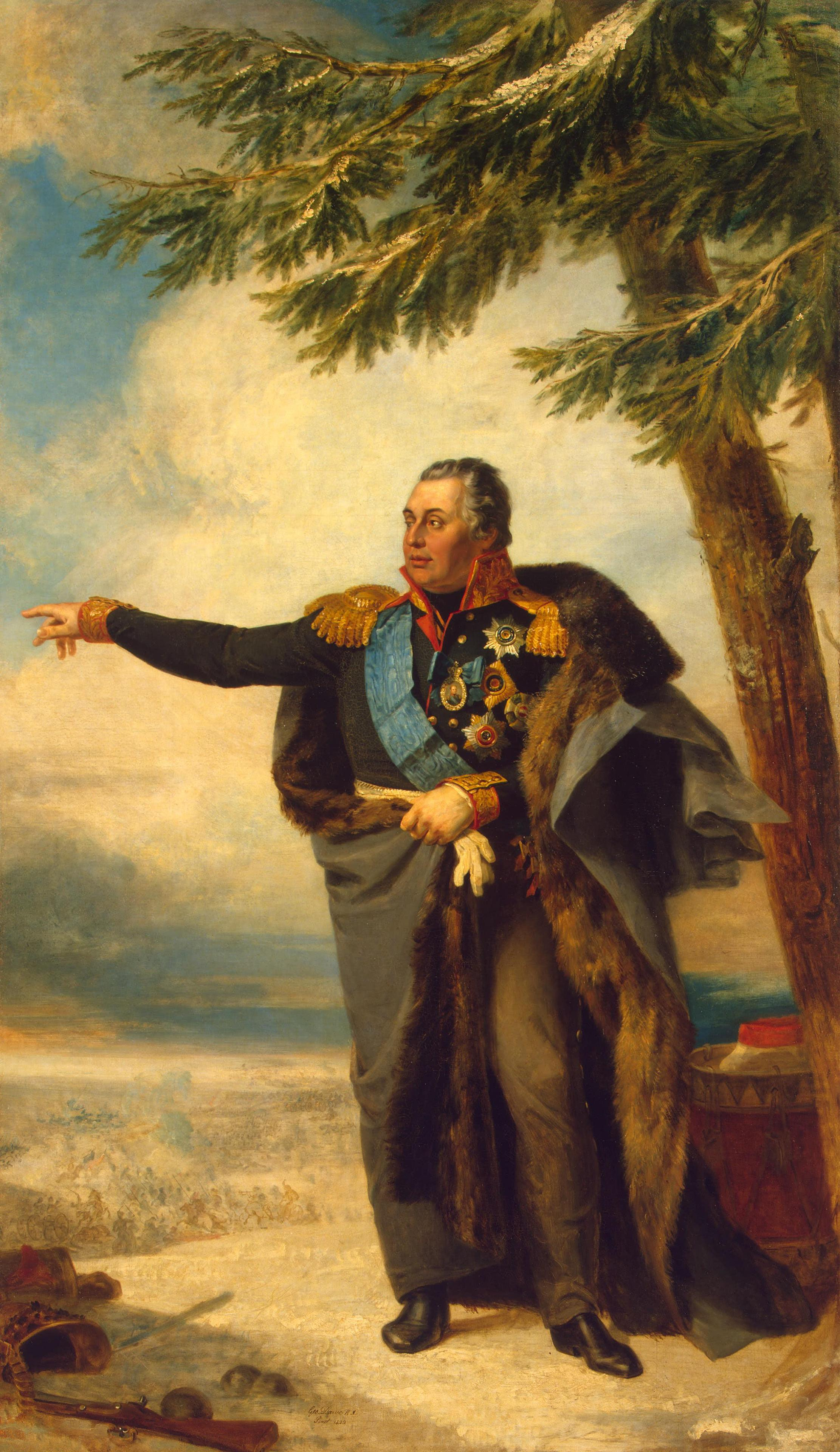
Дж. Доу. Портрет М. И. Кутузова (1829)

Вскоре после того Каменский назначен был начальником 2-й запасной армии и в марте 1811 года отозван из Османской империи, а Дунайская армия вверена генералу от инфантерии М. И. Голенищеву-Кутузову.
Поставленный во главе армии, силы которой через удаление 5 дивизий чуть не наполовину уменьшились (осталось около 45 тысяч), новый главнокомандующий очутился в нелегком положении, тем более, что османская армия к весне 1811 года возросла до 70 тысяч. Ввиду этого Кутузов признал необходимым действовать с особенной осторожностью и, как он выразился, «держаться скромного поведения».
Ознакомившись со своим противником ещё в Екатерининские войны, он рассчитал, что османы ограничатся на Нижнем Дунае демонстрациями, а главные силы направят к Среднему Дунаю, чтобы, переправившись там, овладеть Бухарестом. Поэтому, уничтожив укрепления Силистрии и Никополя, Кутузов стянул свои главные силы к Рущуку и Журже. Войска Засса в Малой Валахии и О’Рурка в Белграде прикрывали его правое крыло; левое же охранялось отрядами, расположенными на Нижнем Дунае и у Слободжи. Одновременно с этими подготовительными распоряжениями Кутузов вступил в мирные переговоры с визирем. Но так как император Александр не соглашался на уменьшение своих прежних требований, а османы, со своей стороны, тоже явились крайне неуступчивыми, то переговоры были приостановлены. Бездействие русских убедило визиря в их слабости, а потому он решился начать наступление к Рущуку, а по овладении этой крепостью перейти Дунай и разбить Кутузова; в то же время другая османская армия, Измаил-бея, собранная у Софии, должна была переправиться около Видина и вторгнуться в Малую Валахию. По соединении обеих армий этих предполагалось овладеть Бухарестом.
В начале июня визирь выступил из Шумлы, а 22 атаковал русских у Рущука, но потерпел поражение и отступил к заранее укрепленной позиции у села Кадыкёй (15-20 верст к югу от Рущука). Несмотря на одержанную победу, Кутузов по разным соображениям признал опасным оставаться под Рущуком, а потому, разрушив его укрепления, переправил все войска на левый берег. Затем, подкрепив отряды на правом и левом крыле и усилив укрепления Журжи, сам главнокомандующий с корпусом А. Ф. Ланжерона расположился в одном переходе к северу от неё, рассчитывая в случае переправы визиря через Дунай нанести ему сильный удар. Вместе с тем, зная, что ещё нельзя было ожидать скорого начала войны на западной границе, он просил разрешения придвинуть к Дунаю из Ясс 9-ю дивизию и из Хотина 15-ю.
По отступлении Кутузова на левый берег визирь занял Рущук, но в течение всего июля не трогался оттуда, выжидая результатов действий Измаил-бея. Последний только в середине июля прибыл к Видину и 20 июля начал переправлять свои войска (около 20 тысяч) через Дунай. Заняв Калафат и сильно в нём окопавшись, он двинулся против отряда Засса (около 5 тыс.), но не мог овладеть труднодоступной русской позицией. Когда 24 июля присоединились к Зассу отряды О’Рурка и графа Воронцова и подошла к Дунаю русская флотилия, Измаил-бей лишён был возможности ворваться в Малую Валахию.
Между тем визирь решился переправиться на левый берег, чтобы, пользуясь огромным перевесом своих сил, разбить Кутузова и, угрожая сообщениям Засса, заставить его открыть дорогу Измаил-бею. Приготовления визиря продолжались долго, так что только в ночь на 24 августа началась переправа его войск, в 4 верстах выше Рущука. К 2 сентября уже до 36 тысяч осман было на левом берегу, где они, по своему обыкновению, немедленно окопались; на правом же берегу оставлено было до 30 тысяч. Вместо того, чтобы немедленно атаковать Кутузова, у которого под рукою было не более 10 тысяч, визирь оставался на месте. Благодаря его бездействию главнокомандующий успел притянуть к себе отряд генерала Эссена, стоявший на реке Ольте (как резерв для Засса), и, сознавая, что наступил критический момент войны, не стал выжидать приказаний из Петербурга относительно 9-й и 15-й дивизий, но собственной волей распорядился ими: первой он послал приказание спешить к Журже, а второй — к Обилешти, для прикрытия левого крыла армии со стороны Туртукая и Силистрии, откуда тоже угрожало появление неприятеля.
С прибытием (1 сентября) 9-й дивизии силы Кутузова возросли до 25 тысяч, и теперь он сам обложил укреплённый османский лагерь, устроив линию редутов, примыкавшую флангами к Дунаю. В то же время созрел у него весьма отважный план: он решил переправить часть своих войск на правый берег, отбросить остававшуюся там часть османской армии и таким образом отрезать у визиря его сообщения. Для выполнения этого предприятия ещё с середины сентября началась заготовка на р. Ольте плотов и паромов.
Между тем Измаил-бей дважды (17 и 30 сентября) атаковал Засса, чтобы открыть себе путь к Журже, но оба раза потерпел неудачу. Тогда визирь приказал ему возвратиться за Дунай, двинуться к Лом-Паланке, где собрано было много судов, и, переправившись там опять на левый берег, выйти в тыл Кутузову. Последний, своевременно узнав об этом замысле, послал к Лом-Паланке отряд полковника Энгельгардта, которому и удалось в ночь на 27 сентября уничтожить стоявшие там османские суда. Узнав об этом, Измаил-бей уже не решился двигаться из Калафата.
Вслед за этим план Кутузова был приведён в исполнение: 1 октября отряд генерала Маркова (5 тысяч пехоты, 2,5 тысячи конницы и 38 орудий) переправился на правый берег Дуная и 2 октября, на рассвете, внезапно атаковал остававшиеся там османские войска, которые, поддавшись паническому страху, бежали частью в Рущук, частью к Разграду. Вслед за тем Марков, выставив на правом берегу свои батареи, стал громить лагерь визиря. Тогда визирь немедленно обратился к Кутузову с просьбой о перемирии, но, не дождавшись ответа, ночью переплыл на лодке в Рущук, передав начальство Чапан-оглы. 3 октября русская Дунайская флотилия окончательно прервала сообщения с правым берегом, и остатки османской армии с истощением всех припасов оказались в отчаянном положении.
10 и 11 октября Туртукай и Силистрия заняты частями 15-й дивизии; в то же время и действия против Измаил-бея шли успешно и завершились отступлением его к Софии. Такое положение дел заставило наконец Порту склониться к миру.
В результате искусных дипломатических действий М. И. Кутузова османское правительство склонилось к подписанию мирного договора.

## Итоги войны
16 мая 1812 года заключён Бухарестский мирный договор.
- К России переходила восточная часть Молдавского княжества — территория Пруто-Днестровского междуречья, получившая затем статус Бессарабской области.
- Граница в Европе переносилась с реки Днестр на Прут до его соединения с Дунаем, обеспечивалась свобода русского торгового судоходства по этой реке.
- Дунайские княжества возвращались Турции, но подтверждалась их автономия, дарованная на основе Кючук-Кайнарджийского (1774) и Ясского (1791) мирных договоров.
- Сербии предоставлялась внутренняя автономия и право сербским чиновникам собирать налоги в пользу султана.
- В Закавказье Турция признала расширение русских владений, но ей возвращалась крепость Анапа.